# وحدة الموجود
وحدة الموجود أو الحلولية هي الإعتقاد أن الكون هو جزء من الله. يؤمن الحلوليون أن الله أو الآلهة هي جزء من الكون  . وقد ظهرت بين فلاسفة القرون الميلادية الأولى.
تقول الحلولية أو وحدة الموجود بالإعتقاد أن الألوهية (سواء كانت الله الواحد، تعدد الآلهة، أو قوة كونية خالدة) موجودة وخالدة في كل جزء من الطبيعة وتتمدد إلى ما بعدها. هناك فرق بين الواحدية (وحدة الوجود) والحلولية (وحدة الموجود)، فالأولى تقول أن الألوهية هي الكون ككل أما الثانية تقول أن الألوهية في كل جزء من الكون وما بعده أي أن الله موجود في كل جزء من الكون ولكنه أيضا أعظم من الكون. هناك العديد من الأفكار التي جمعت بين الواحدية والحلولية كما في الفكر الهندي.